# Barbara Paldus
 (février 2025).
Barbara Alice Paldus (mai 1971) est une entrepreneuse à succès, PDG et scientifique américano-canadienne et tchèque,,,.
Depuis 1998, elle participe au développement théorique et commercial de plateformes technologiques de mesure et d'automatisation dans diverses industries, incluant la surveillance du climat et la biotechnologie,. Elle détient ou co-détient plus de 50 brevets,, (dont 50 aux Etats-Unis),,. Aux États-Unis, Barbara Paldus a fondé plusieurs entreprises de biotechnologie à partir de rien, dont les instruments et les technologies ont été utilisés pour la production de vaccins à grande échelle lors des pandémies d'Ebola et de COVID-19,,. Elle travaille également sur le marketing, le développement commercial et l'incubation technologique, en développant les marchés locaux et internationaux dans des domaines tels que le traitement biologique, la médecine personnalisée, la thérapie cellulaire, les produits en vente libre basés sur la biotechnologie et les outils technologiques analytiques,,.

## Biographie

### Jeunesse et education
Barbara Paldus est née en 1971 auCanada. Sa mère, Eva Zdena Bajer, et son père, Josef Paldus (1935-2023), étaient tous deux des émigrés tchécoslovaques arrivés après les troubles de 1968,. Avant d'émigrer de Tchécoslovaquie, sa mère était dentiste à Prague et son père, Josef Paldus,, a travaillé comme chercheur à l'Institut de chimie physique de l'Académie tchécoslovaque de sciences. Après avoir quitté la Tchécoslovaquie, il est devenu professeur à l'université de Waterloo, dans l'Ontario, au Canada, où il a travaillé jusqu'en 2001 et où il est resté émérite jusqu'à sa mort. Il était reconnu internationalement pour ses recherches en chimie quantique et théorique et en mathématiques appliquées, notamment dans le calcul des propriétés atomiques et moléculaires,,.
Barbara Paldus a étudié les domaines techniques, en commençant par les mathématiques et l'ingénierie électrique. Elle a passé une partie de sa vie en Europe, vivant à Strasbourg, à Nimègue et à Berlin. Elle s'est rendue pour la première fois en Tchécoslovaquie après la révolution de velours, à l'âge de 20 ans.
Paldus a obtenu une licence en mathématiques appliquées et en génie électrique à l'université de Waterloo, au Canada, en 1993. Elle a ensuite obtenu un Master of Science en génie électrique à l'université de Stanford en Californie en 1994, puis un doctorat en génie électrique et électronique à Stanford en 1998.
Après ses études au Canada et aux États-Unis, elle a commencé sa carrière scientifique et entrepreneuriale dans la Silicon Valley,,.

## Carrière

### Picarro
En 1998, l'année où elle a obtenu son doctorat, Barbara Paldus a fondé Picarro, où elle a occupé le poste de directrice technique de la recherche pendant deux ans (1998-2000). De 2000 à 2005, elle a occupé les fonctions de CTO (responsable de la stratégie technologique, de la recherche et du développement commercial) et de PDG par intérim. Pendant son mandat, l'entreprise a mis au point un laser à semi-conducteurs, Cyan, d'une longueur d'onde de 488 nm en 2003 et des produits de spectroscopie à cavité annulaire (CRDS) en 2004.
Barbara Paldus a reçu plusieurs récompenses, dont la médaille Adolph Lomb en 2001 pour ses contributions à la spectroscopie de cavité, une méthode absolue sensible pour l'analyse des gaz à l'état de traces.

### Finesse Solutions
De 2005 à 2018, Mme Paldus a été partenaire opérationnel de Skymoon Ventures. De 2005 à 2017, elle a fondé puis été le PDG de Finesse Solutions,,. L'entreprise est devenue un fournisseur majeur d'outils d'automatisation et de mesure pour le traitement du matériel biologique à usage unique et les applications de laboratoire. Ces technologies ont permis de réduire le coût et le temps nécessaires à la production de vaccins (y compris les vaccins contre Ebola et COVID-19), aux thérapies anticancéreuses et aux thérapies cellulaires (géniques),. En 2017, elle a vendu Finesse Solutions à Thermo Fisher Scientific pour 225 millions de dollars,,. De février 2017 à mars 2018, elle a été vice-présidente et directrice générale d'une division de Thermo Fisher Scientific,.

### Sekhmet Ventures
En mars 2018, Barbara Paldus a fondé le fonds de capital-risque Sekhmet Ventures, qui se concentre sur "la santé et le bien-être soutenus par la science". Le fonds soutient des entreprises dirigées par des femmes ou des créateurs issus de la diversité, qui développent des produits de santé et de bien-être validés scientifiquement, y compris des produits dermo-cosmétiques,.

### Codex Labs
Depuis 2018, Barbara Paldus est la fondatrice et la directrice générale de Codex Labs,, une société de biotechnologie qui collabore avec des chercheurs, des chimistes, des biologistes, des dermatologues et des ethnobotanistes. Ses produits ciblent les affections cutanées telles que l'acné, le psoriasis, la rosacée et l'eczéma,,.

### Neuron Fund
Depuis 2022, Barbara Paldus est mécène et ambassadrice du Neuron Endowment Fund, un fonds qui soutient la recherche,. Son père, Josef Paldus, a reçu le prix Neuron pour ses contributions à la science mondiale en chimie en 2015.
Depuis 2023, Barbara Paldus a créé la « Professor Josef Paldus Engineering Scholarship » en mémoire de son père. Il est attribué chaque année à un étudiant de premier cycle à temps plein entrant en première année d'ingénierie biomédicale.